# Eclipse lunar de 21 de janeiro de 2000
| Eclipse Lunar Total 21 de janeiro de 2000 | Eclipse Lunar Total 21 de janeiro de 2000 |
| --- | ----------------------------------------- |
| Ficheiro:TLE2000-48+50w.jpg · Máximo da totalidade visto de Dunkirk, Maryland (EUA) - 4:37 UTC |                                           |
| A Lua cruza a região sul do cone de sombra da Terra, de oeste para leste (da direita para a esquerda), com o disco lunar mais avermelhado e escuro no centro-norte, região mais próxima do centro da sombra umbral. |                                           |
| Gamma | -0,2957                                   |
| Saros (e membro) | 124 (48 de 74)                            |
| Sequência de eclipses lunares |                                           |
| Anterior | 28 de julho de 1999                       |
| Próximo | 16 de julho de 2000                       |
| Duração (hr:mn:sc) |                                           |
| Total | 1:16:59                                   |
| Parcial | 3:23:19                                   |
| Penumbral | 5:18:12                                   |
| Fases e Horários do Eclipse (UTC) |                                           |
| P1 | 2:04:26                                   |
| U1 | 3:01:50                                   |
| U2 | 4:05:01                                   |
| Máximo | 4:43:31                                   |
| U3 | 5:22:00                                   |
| U4 | 6:25:09                                   |
| P4 | 7:22:38                                   |

O eclipse lunar de 21 de janeiro de 2000 foi um eclipse total, o primeiro de dois eclipses lunares do ano. Teve magnitude umbral de 1,33246 e penumbral de 2,3060. Sua totalidade teve duração de cerca de 77 minutos.  Foi um dos últimos eclipses totais da Lua visíveis do século XX, sendo o último o eclipse seguinte, de 16 de julho de 2000.
A Lua cruzou a parte sul da sombra da Terra, em nodo ascendente, dentro da constelação de Câncer, próximo da constelação de Gêmeos.
O disco lunar, durante a totalidade, se apresentou numa tonalidade mais avermelhada e escura no centro-norte da superfície, que estava mais próxima do centro do cone de sombra, enquanto a outra parte estava um pouco mais brilhante e com tonalidade mais alaranjada.

## Série Saros
Eclipse pertencente ao ciclo lunar Saros de série 124, sendo de número 48 dos 74 eclipses totais da série. O último eclipse da série foi o eclipse total de 9 de janeiro de 1982, e o último evento foi com o eclipse total de 31 de janeiro de 2018.

## Visibilidade
Foi visível nas Américas, centro-leste do Pacífico, Ártico, África, Europa e em parte da Ásia.
| Região do planeta onde o eclipse foi visível durante o máximo da totalidade - 4:44 UTC. A região do Caribe obteve a melhor observação do meio do eclipse, de onde foi visível à meia-noite. |
| Mapa de visibilidade do eclipse |